# Lomographa buraetica
Lomographa buraetica är en fjärilsart som beskrevs av Otto Staudinger 1892. Lomographa buraetica ingår i släktet Lomographa och familjen mätare. Inga underarter finns listade i Catalogue of Life.